# Херкулови задаци
Херкулови задаци је збирка кратких прича коју је написала Агата Кристи и која је први пут објављена у САД-у од стране издавачке куће "Dodd, Mead and Company" 1947. године и у Великој Британији од стране издавачке куће Collins Crime Club у септембру исте године. Америчко издање се продавало по цени од 2,5 долара, а британско за осам шилинга и шест пенија.
У збирци се појављује белгијски детектив Херкул Поаро и даје извештај о дванаест случајева којима намерава да заврши своју каријеру приватног детектива. Његови редовни сарадници (његова тајница госпођица Фелисити Лемон и собар Џорџ) појављују се на кратко, као и главни инспектор Џап. Све приче су први пут објављене у раздобљу између 1939. и 1947. године.
У предговору, Поаро изјављује да ће пажљиво бирати случајеве који ће одговарати митолошком низу Дванаест Херкулових задатака. У неким случајевима (као што је "Немејски лав"), веза је веома слаба, док је у другима избор случаја више или мање приморан Поароу околностима. У последњој причи „Заточеништво Кербера“ има догађаја који одговарају дванаестом задатку са готово самосатиричном погодношћу.

## Радња

### Пролог
Херкулу Поароу је у посети др. Бартон, стипендиста факултета "Све душе" који рецитује потекао неке делове Хомерове "Илијаде" (ХХIII 316 м) и претвара у разговор на тему необичних хришћанских имена и како неки од паганских имена које родитељи дају својој деци не одговарају њима. Размишља како су Поароова и мајка Шерлока Холмса седеле заједно и расправљале о именима за своју децу. Поаро тврди да не познаје легенду о Херкулу. Разговор се окреће ка Поароовој намери да се повуче након што заврши неколико случајева који га занимају и лично привлаче, а Бартон се кроз смех позива на дванаест Херкулових задатака. Ова опаска даје Поароу станку за размишљање и након што је његов посетилац отишао, Поаро се упознаје са подвизима свог легендарног имењака, одлучујући да ће његови последњи случајеви опонашати Херкулових Дванаест задатака.

### Немејски лав
Госпођица Лемон, Поароова тајница, проналази први задатак у писму отвореног предузетника сер Џозефа Хогина чијој жени је отет пекинезер. Поаро упознаје Хогина који му каже да је пас отет пре недељу дана, али враћен за откуп од двеста фунти. Хогин би ту ствар оставио да се иста ствар није догодила једном познанику у његовом клубу. Поаро упознаје раздражљиву леди Хогин и њену накарадну дружбеницу, госпођицу Ејми Карнаби, која се очигледно плаши свог послодавца. Госпођица Карнаби је повела пса Шан-Танга (кога је Поаро описао као „правог лава“) у шетњу парком и застала је да се диви беби у колицима. Када је погледала доле, неко је пресекао поводац пса и он је био отет. Порука о откупнини каже да новац оставе у новчаницама у коверти за капетана Кертиса на адреси у Блумсберију.
Поаро почиње своју истрагу. Након што је сазнао име претходног послодавца госпођице Карнаби, леди Хартингфилд која је умрла годину дана раније, он посећује њену сестричину која потврђује став леди Хогин о недостатку интелекта, али и суштинских добрих особина госпођице Карнаби која брине о непокретној сестри и да је добра са псима толико да јој је леди Хартингфилд оставила свог пекинезера. Поаро разговара са чуваром парка који се сећа догађаја са отмицом. Затим истражује адресу на коју је послат новац за откупнину и открива да је то јефтин хотел у коме се често остављају писма и за оне који ту и не бораве. Његова трећа посета је супрузи човека кога је Хогин упознао у свом клубу, а који даје врло сличну причу оној коју је испричала леди Хогин о методи отмице и тражења откупа. Његова последња посета је поново сер Џозефу да извести о напретку и тада је приметио да однос сер Џозефа и његове плавокосе тајнице није само пословне природе.
Поаро шаље свог собара да истражује и проналази адресу која потврђује Поароове сумње о томе где би пекинезер био и шта ће тамо пронаћи. Поаро одлази у посетуи проналази госпођицу Карнаби, њену непокретну сестру Емили и пса пекинезера Августа. Они су део преваре коју воде жене које су дружбенице богатим и незахвалним дамама. Ове жене су слабо плаћене, без дара и биће одбачене када остаре. Пас Август ког изводе у шетњу је њихов и пуштају га с повоца да се врати до сестриног стана сам и тако обезбеде сведоке "злочина". "Предмет" отмице се налази у сестрином стану, а његов власник је рекао за откуп. Често је пратилац тај који се шаље са ковертом новчаница у фунтама која иде у општи фонд за све пратиоце укључене у шему. Госпођица Карнаби се осећа кривом за свој злочин, али то оправдава на основу начина на који се према њима понашају њихови послодавци – тек неки дан ју је леди Хогин оптужила да јој је мењала тоник пошто је било непријатног укуса. Поаро им говори да њихове активности морају да престану и да се новац мора вратити леди Хогин, иако је сигуран да ће успети да убеди њеног мужа да не укључује полицију.
Поаро објашњава све сер Џозефу и нуди две алтернативе: кривично гонити злочинца (којег не именује), у ком случају ће изгубити новац, или једноставно узети новац и прогласити случај затвореним. Похлепни сер Џозеф пристаје на другу варијанту и узима Поароову признаницу. Детектив скреће разговор на случајеве убиства и говори узнемиреном сер Џозефу да га подсећа на једног белгијског убицу који је отровао своју жену да би се оженио тајницом. Поароово значење је сасвим јасно и потресени човек враћа Поароу признаницу, говорећи му да задржи новац. Поаро га шаље назад госпођицама Карнаби, говорећи им да је то последњи допринос њиховом фонду пре него што се заврши. У међувремену, леди Хогин говори свом мужу са олакшањем да њен тоник више нема тако горак укус.

### Лернејска хидра
Поароа за помоћ тражи лекар, др. Чарлс Олдфилд, који има ординацију у Маркет Лубору, малом селу у Беркширу. Жена му је умрла пре нешто више од годину дана и у селу се прича да ју је он отровао. Људи га избегавају и послато му је неколико писама пуних мржње, али он ништа не може да учини да заустави овај талас недобронамерних оговарања – попут глава Лернејске хидре када се један извор трачева прекине, други расте на његовом месту. Дакле, његов крајњи циљ је да пресече главни извор трачева баш као што је хидра убијена одсецањем своје рањиве главе.
Госпођа Олдфилд је била тешко болесна чија смрт је наступила због чира на желуцу чије назнаке су сличне назнакама тровања арсеном. Оставила је свом мужу незанемариву своту новца и, под притиском, Олдфилд признаје да се доста разговора врти око Џин Монкриф, његове младог дистрибутерке којом жели да се ожени, али се не усуђује због разговора. Поаро путује у Маркет Луборо и упознаје Џин. Она је искрена о свом односу са Олдфилдом и својој несклоности према његовој жени, али се противи Поароовој замисли о ископавању и обдукцији тела. Поаро обилази село, алудирајући да је повезан са Министарством унутрашњих послова и тиме генеришући много лицемерних жамора, саосећања за лекара и, што је још важније, имена ко је шта и када рекао.
Из овога он сазнаје за садашње место где се налазе двоје Олдфилдових слугу који су напустили посао након што је госпођа Олдфилд умрла: сестра Харисон која је бринула о болесници и породична собарица Беатрис. Сестра Харисон прича причу о томе како је чула како Џин и лекар причају о непосредној смрти његове жене у којој је било јасно да је то догађај који су обоје нестрпљиво ишчекивали. Медицинска сестра је сигурна да је и Беатрис сигурно чула разговор. Поаро јој говори о наводним плановима ископавања тела, а медицинска сестра разматра ову вест и онда му говори да се слаже да тако нешто треба да се уради. Док је разговарао са Беатрис, она је снажно порицала да је чула било какав разговор, али му је рекла за неколико сумњивих прича о Џинином прављењу лекова или кувања чаја за госпођу Олдфилд који је медицинска сестра просула или заменила пре него што је болесница могла да попије.
Поаро је добио дозволу за ископавање тела и показало се да је тело прожето арсеном. Медицинска сестра Харисон је потресена и говори Поароу нову причу како је видела Џин да меша шминку са прашком из амбуланте. Поаро упозорава полицију која проналази такву шминку у спаваћој соби Џининог преноћишта. Показују га медицинској сестри Харисон која узбуђено потврђује да је то та коју је видела – да би јој Поаро рекао да се такве шминке производе тек три месеца. Даље, његов собар Џорџ пратио ју је неколико дана раније, сведочивши како је купила комплет шминке у Вулвортсу, а затим је видео како путује до Џининог преноћишта да би га тамо сакрила. Заробљена и сломљена, медицинска сестра Харисон признаје убиство.
Поаро разговара са Џин и говори јој да је разговор за који је медицинска сестра Харисон тврдила да га је чула изгледао психолошки мало вероватан јер два могућа завереника никада не би водила такав разговор на месту где их је лако чути. Приметио је позитивно реаговање медицинске сестре када јој је рекао о могућем ископавању тела, а затим је позвао Џорџа који је био сведок куповине комплета шминке и постављања замке за Џин. Побуда је била љубомора јер је сестра Харисон била убеђена да је Олфилд због љубазног понашања током неколико година намеравао да је жени.

### Керинејска кошута
Поаро је присиљен да остане у енглеској сеоској гостионици јер су му се покварила кола која је возио возач. Иако није ценио лоше куван оброк који му је послужен, он је уживао у опуштању испред ватре у својој соби након шетње кроз снег да би стигао до установе. Прекину га је механичар који покушава да поправи кола. Младић – Тед Вилијамсон – невероватно је згодан и добро грађен, попут грчког бога, а Поаро подсећа на пастира из Аркадије. Вилијамсон зна за Поароов углед и тражи од њега да уђе у траг младој девојци која је нестала.
Претходног јуна, Вилијамсон је позван у велику кућу у близини која се зове "Граслон" да поправи покварени радио. Власници куће и њихови гости били су на чамцу, а собарица га је увела код руске балерине која је тамо боравила. Златокоса собарица звала се Нита и Вилијамсон се заљубио у њу. Изашао је са њом у шетњу и она је рекла да ће се вратити са својом газдарицом за две недеље и да ће га поново видети, али када је дошло време за њихов други састанак, собарица је била другачија. Нова собарица, Мери Хелин, дала му је адресу у Северном Лондону да пише Нити, али на његово писмо није одговорено.
Поаро посећује ову адресу и сазнаје да се девојка, Италијанка, вратила у своју домовину. Газдарица је описује као тамнооку и лоше ћуди. Поаро покушава да уђе у траг Нити преко њене бивше послодавке Катрине Самушенко, али му је речено да је балерина отишла у Швајцарску. Такође разговара са власником "Граслона" сер Џорџом Сандерфилдо, који се са нелагодом сећа Мери, али се не сећа собарице приликом прве посете мадам Самушенко његовој кући и мисли да је Поаро погрешио. Мери је тема Поароове следеће посете. Запослена је последње недеље јуна када је претходна спремачица отишла, вероватно због болести. Она наговештава да зна нешто о сер Џорџу што би Поаро желео да зна, али детектив не прихвата понуду, на њену велику љутњу.
Поаро разговара са својом везом из позоришног света који му каже да је плесачица отишла у Вагрна Алпима у Швајцарској јер болује од туберкулозе и да је њена собарица Италијанка из Пизе. Поаро путује у Пизу да би од њене породице сазнао да је Нита Валета коју зову Бјанка имала упалу слепог црева и да је умрла на операционом столу. Поаро је наизглед дошао до краја своје потраге, али нешто га мучи и он се сели у Швајцарску где затиче Самушенкову лошег здравља.
Она потврђује Поароове сумње да је Мери Хелин уцењивала сер Џорџа Сандерфилда и да је Мерина претходница Нита умрла. Поаро истиче да ју је Нитина породица звала Бјанка. Примећује Катринину златну косу и каже јој да је током посете Сандерфилдовој кући у јуну била између собарица – Бјанка је отишла, а Мери још увек није била запослена. Самушенкова је, у ствари, била Нита, или „Инкогнита“ ако јој се да пуно име, и уживала је неколико сати у Аркадији са својим грчким богом када је он дошао у кућу, а остали су били напољу. Она не пориче његову причу. Поаро затим убеђује Катрину да започне нови живот са Вилијамсоном. Његова потрага за керинејском кошутом је при крају.

### Еримантски вепар
Поаро је и даље у Швајцарској након решавања трећег задатка. Разгледајући знаменитости, он иде жичаром до хотела "Роше неже" на врху планине. На путу према горе, његову карту проверава кондуктер који му даје журно нажврљану цедуљу која је од Лементјуија, инспектора швајцарске полиције. Поароу говори да је препознат по брковима и тражи његову помоћ. Мараско, паришки гангстер, побегао је из своје домовине након убиства кладионичара Салија, а верује се на основу добијених податак да има састанак са члановима своје багре у "Роше нежеу". Поаро разматра белешку. Мараско је био главни осумњичени за многа убиства, али ово је први пут да је његова кривица ван сумње. Иако је иживциран што се његов одмор одлаже, фраза коју је Лементјуи користио да опише Мараска – „дивљи вепар“ – привлачи његово занимање. Он у томе види свој четврти самонаметнути задатак.
Поаро посматра своје сапутнике у жичари. Ту је пријатељски амерички туриста господин Шварц, лепа, али меланхолична жена, човек отменог изгледа који чита књигу на немачком и три злочиначка типа који играју карте. Долазећи у хотел, налазе га помало у хаосу јер се отвара тек на почетку сезоне. Поароу управник хотела изгледа у преживчаној пометњи. Једина ефикасна особа је конобар Густав. Разговарајући са управником, а затим поново са Шварцом, Поаро сазнаје да је прелепа жена госпођа Грандије, која сваке године долази на годишњицу смрти свог мужа у ту област, а да је човек отменог изгледа др. Лац, јевреј избеглица од нациста из Беча. Поаро се Шварцу представља као господин Поарије, трговац свилом из Лиона.
Следећег јутра, када је испоручио кафу у његову собу, Густав каже Поароу да је он заправо господин Друе, полицијски инспектор. Они су сада одсечени у хотелу јер је жичара оштећена током ноћи, вероватно због саботаже. Поаро и Густав разговарају о томе ко би Мараско могао бити међу гостима и запосленима, међу којима је и Жак, куваричин муж. Поаро је заинтригиран зашто је састанак организован на тако изолованом месту.
Поаро разговара са Жаком и његовом женом и открива да је пре Густава постојао још један конобар Роберт који је отпуштен због неспособности, али није било сведока да је напустио хотел. Те ноћи, тројица људи који су играли карте нападају Поароа у његовој соби, али га је спасао Шварц који је носио пиштољ. Тројица мушкараца су закључана, а Шварц говори Поароу да су мушкарци већ "изрезали" Густављево лице. Шварц и Поаро проналазе др. Лаца како присуствује детективу који није превише тешко повређен, а затим прате крвави траг низ тепихе хотела до неискоришћеног крила где проналазе леш са закаченом цедуљом на којој пише: „Мараско више неће убијати нити ће пљачкати своје пријатеље“, Поаро користи хелиограф да да знак низ планину за помоћ и три дана касније, Лементјуи и неки полицајци стижу у хотел и Густав је ухапшен.
Поаро објављује да Густав није Друе већ Мараско. "Роберт" је био Друе. Мараско га је убио и заузео његово место. Откривено је да током своје прве ноћи у хотелу Поаро није пио кафу јер је сумњао да је дрогирана и да је заправо био сведок како Густав улази у његову собу, претреса џепове и проналази поруку од Лементјуија. Тројица карташа били су чланови Мараскове багре, али никада нису напали свог вођу. Исецање Марасковог лица извршио је др. Лац (који је пластични хирург, а не психијатар како се представљао) да би променио његов изглед. Ово је прави разлог зашто се састанак одржао на тако одвојеном месту.

### Аугијеве штале
Поароу је затражено да помогне председнику владе Едварду Феријеу чији је претходник на том положају био његов таст Џон Хамет, сада лорд Корнворти. Сматрали су да је прави узор какав треба да буде поштен и частан политичар. Међутим, испод површине, он је био умешан у шиканирање, препродају акција и злоупотребу страначких средстава. Ова открића су била потрес за његовог зета који је натерао Хамета да поднесе оставку због лошег здравља, а затим је сам преузео функцију. Откриће ће јавности бити откривено у таблоиду "Рендген вести" када је Ферије покушао да почисти јавни живот.
Поароа то није занимало све док министар унутрашњих послова сер Џорџ Конвеј није употребио фразу "Аугијеве штале" и у том тренутку он пристаје да помогне. Поаро посећује Персија Перија, напаћеног уредника таблоида "Рендген вести" за кога је чуо да је раније прихватао извесне своте новца зато што није штампао приче. Овом приликом, међутим, Пери одбија новац и говори да ће објавити.
Убрзо затим, заједно са причама о Хамету, у штампи почиње да се појављује још један низ новинских извештаја који наговештавају разне сексуалне бруке у вези са Феријевом женом Дагмар. Приказују је као безобзирну и луталицу по клубовима са јужноамеричким жиголом. Ове приче се појављују у часопису "Рендген вести" који је госпођа Ферије тужила за клевету. Тужилаштво доводи свог првог сведока – бискупа Нортамбрије – који се заклиње да је госпођа Ферије била у његовој палати на опоравку по наређењу лекара у датумима које су новине навеле. Други сведок је извесна Телма Андерсон која каже да јој се обратио човек који је рекао да је радио за "Рендген вести" и да ју је запослио да глуми госпођу Ферије. Затим је сликана у разним незгодним стањима.
Госпођа Ферије лако добија случај за клевету и на тај начин наводи јавност да претпостави да су гласине о Хамету такође измишљене. Поаро открива зачуђеном Феријеу да је замисао да се искористи Телма Андерсон била његова и да је Дагмар била укључена у план. Замисао је потекла из књиге Краљичина огрлица Александра Думе ст., али прави подстрек су биле „Аугијеве штале“ када Херкул користи силу природе – у његовом случају реку – да очисти штале. Поаро је користио секс као силу природе, прво је оцрнио име госпође Ферије, а затим је јавно скинуо љагу са њеног имена што је исходило таласом симпатија који се такође добро одразио на њеног оца и уништио "Рендген вести".

### Стимфалидске птице
Харолд Воринг, државни подтајник са 30 година, ужива на одмору у Херцословачкој у хотелу поред Стемпкачког језера. Једини други Енглези тамо су старија жена госпођа Рајс, и њена удата ћерка госпођа Елси Клејтон. Две друге жене изазивају Харолду тренутак узнемирености. Прво их види док се пењу стазом од језера до хотела. Обучене су у огртаче који лепршају, имају кукасте носове и дуге нокте и враћају Харолду у ум слику злих птица грабљивица.
Разговарајући са госпођом Рајс, Харолд сазнаје да њена ћерка није удовица као што је он претпоставио већ да има мужа злостављача. Њен муж Филип пије, лудо је љубоморан и опаке је нарави. Ова веза полако уништава личност њене ћерке. Госпођа Рајс је такође сазнала од хотелског консијержа да су две зле жене сестре Пољакиње.
Једног јутра, Харолд затиче Елси како седи на клади у шуми и плаче због стања свог живота. Он је теши и док је прати назад до хотела, наилазе на једну од Пољакиња. Пита се колико је видела. Те вечери, Елсие упада у Харолдову собу. Њен муж је неочекивано стигао у хотел и ужасно је бесан. У том тренутку утрчава Филип Клејтон. Он носи кључ и вришти на Елси, оптужујући је да има аферу баш као што му је једна од Пољакиња рекла. Он тера Елси из Харолдове собе и враћа се у своју. Харолд трчи за њим и стиже на време да види како Елси гађа тегом за хартију свог мужа у самоодбрани. Он пада на земљу и Елси моли Харолда да их остави пре него што упадне у невољу. Пола сата касније, госпођа Рајс се придружује Харолду и каже му да је Филип мртав, убијен од ударца.
Харолд је згрожен и забринут да ли ће страна полиција поверовати у причу коју и он и Елси морају да испричају и да је њихова „веза“ невина. Докази указују на убиство из нехата у најбољем случају и убиство у најгорем. Госпођи Рајс изненада пада на памет замисао и пита се да ли су управа хотела и полиција отворени за подмићивање. Харолд пристаје да покуша и проналази новац, али, осим тога, не зна њихов језик па оставља госпођу Рајс да води преговоре. Изгледа да је све добро и следећег дана Харолд види госпођу Рајс како разговара са полицајцем и она му говори да је смрт проглашена природним узроцима и да су сви јасни. То је било све док се две Пољакиње нису обратиле госпођи Рајс и разговарале са њом. Она преводи Харолду и говори му да знају шта се заиста догодило (њихова соба је поред Елсине) и да уцењују Енглезе.
Харолд шета поред језера и среће Поароа. Очајан признаје шта се догодило. Поаро види непосредну везу између две Пољакиње и Стимфалских птица. Поаро обећава да ће помоћи и следећег дана говори Харолду да је успео и да су уцењивачи решени. Телеграмом је сазнао да их тражи полиција и да су похапшени. Харолду је лакнуло, али изненада је угледао две Пољакиње и пита се шта се дешава.
Поаро му говори да, иако нису посебно привлачне, имају добру породицу и порекло. Прави кривци су госпођа Рајс и њена ћерка. „Филип Клејтон“ никада није постојао, а човек кога је Харолд видео „убијеног“ била је прерушена госпођа Рајс. Ниједна страна полиција није отворена за подмићивање на начин како је Харолду речено. Он је обезбедио сав новац и није знао о чему је госпођа Рајс „преговарала“ јер није говорио језик. Харолд је одлучио да од сада па надаље учи сваки европски језик.

### Бит са Крита
Поароа у помоћ позива млада Дајана Мејберли. Била је верена за Хјуа Чендлера више од годину дана, али је он раскинуо веридбу јер мисли да ће полудети. У породици постоји повест лудила јер су његов деда и баба-тетка били погођени, а његов отац, адмирал Чендлер, навалио је да његов син напусти морнарицу пре него што му се стање погорша, али разлог је био сакривен под изговором да мора да управља породичним сеоским имањем – разлог у који нико није веровао, а ни пуковник Фробишер, породични пријатељ и Хјуов кум. На Поароов подстицај, Дајана признаје да је било неких необичних појава на оближњим салашима са искасапљеним овцама и слично, али наваљује да то нема никакве везе са стањем. Адмирал одбија да дозволи лекару да види његовог сина.
Поаро путује са Дајаном до породичног имања, виле "Лајд" где упознаје укључене у случај. Хју изгледа Поароу као фин млади бик. Он сазнаје даље појединости о повести лудила у породици од пуковника Фробишера, међу којима је и Хјуов деда који је био одведен у лудницу. Поаро сазнаје да је Хјуова мајка умрла када је он имао десет година у несрећи на чамцу када је била напољу са адмиралом и да је раније била верена за Фробишера пре него што је он отишао у Индију са британском војском. Када је дошао кући, сазнао је да се удала за адмирала Чендлера, међутим, овај догађај није умањио пријатељске везе између њих двојице.
Поаро приморава Фробишера да му исприча више појединости о догађају са овцама и сазнаје да је те ноћи адмирал пронашао свог сина у кревету са крвавом одећом и крвљу у лавабоу, али Хју се није сећао ничега од онога што је урадио. Поаро испитује адмирала који је неизмерно остарио од почетка ових догађаја и који сматра да је раскид веридбе најбољи за све, напомињући да више неће бити Чендлерових у вили "Лајд" када он и његов син буду помрли.
Испитујући Хјуа, Поаро је чуо за његове снове у које су увек укључени елементе беснила. Он такође пати од привиђања и рекао је док је разговарао са Поароом да је видео костурску фигуру у врту. Поаро је, међутим, убеђен да је Хју здрав и започиње своју истрагу тражећи од Дајане да му договори да преноћи на имању. Он претреса Хјуову собу и такође одлази до месног хемичара, наводно да купи четкицу за зубе.
Те ноћи, Хју је некако успео да изађе из своје закључане собе и пронађен је испред Дајанине собе са окрвављеним ножем у рукама јер је убио мачку. Хју се враћа свести, потресао се када је чуо шта се догодило и рекао осталима да намерава да иде у лов на зечеве. Јасно је да је његова права намера да изврши самоубиство у шуми пушком и тако спаси и себе и друге од даљег бола. Поаро га зауставља и говори им да се Хју спрема да изврши самоубиство.
Он је трован датуром. Тај алкалоид производи привиђања и изазива велику жеђ. Хју ју је уносио преко лосиона за после бријања и тако је непрестано улазила у његов организам кад год је наносио лосион. Поаро је однео узорак хемичару на испитивање. Ко је одговоран... Поаро открива да је адмирал Чендлер наследио лудило своје породице, али Хју није његов син. Хју је у ствари син пуковника Фробишера који је био у вези са госпођом Чендлер пре него што је отишао у Индију. Адмирал је у свом сину препознао сличност са пријатељем и сазнао је истину од своје жене пре него што је умрла у тој необичној „несрећи на броду“. Он је спречио Хјуа да посети лекара који би потврдио његов разум.
Чувши ово објашњење од Поароа о чињеницама случаја, адмирал, који је сада описан у приповедању као „последњи Чендлер“, укратко говори про форме ради. Затим узима пушку и каже да иде у лов на зечеве. Последњи пут је виђен како улази у шуму са пушком после чега се чуо пуцањ.

### Диомедове кобиле
Једне ноћи, Поароу је телефонирао у помоћ млади познаник и лекара др. Мајкл Стодарт. Отишавши на адресу која му је дата, Поаро проналази Стодарта у стану госпође Пејшенс Грејс где се завршава развратна забава на којој је било и употребе кокаина. Стодарт је позван након што се госпођа Грејс посвађала са својим дечком Ентонијем Хокером. Покушала је да га упуца док је излазио из стана, а скитници у пролазу нанела је повреду. Стодарт је закрпио скитницу који је прихватио исплату.
Стодарт брине за Шилу Грант коју је упознао на ловачком балу у земљи. Шила је била на забави и још увек је у стану пошто се управо пробудила и осећа се ужасно након дроге. Она је једна од четири ћерке генерала у пензији и сви знају да Шила и њене сестре подивљају кад дођу негде где се кокаин слободно узима. Стодарт јој је одржао предавања о кокаину, а Поаро се представио. Очигледно је да је Шила чула за њега и да је живчана због њега. Поаро пореди трговину дрогом са храњењем људским месом (у његовом уму, попут Диомедових кобила, које су се храниле људским месом).
Поаро посећује Мертоншир где му стара пријатељица леди Кармајкл даје појединости о породици Грант. Све девојке су наопаке јер њихов отац не може да их контролише. Они праве друштво са Хокером кога бије лош глас и са још једном његовом „пријатељицом“, госпођом Ларкин. Леди Кармајкл је одушевљена помисливши да ју је Поаро посетио како би истражио неки посебан злочин, али детектив јој каже да је он само ту да укроти четири дивље кобиле. Он посећује генерала Гранта чија је кућа пуна старина из Индије. Сам генерал употпуњује отрцану слику, седи у фотељи са завијеном ногом због гихта, пије порто и говори против света. Поаро саопштава вести о дроги и слуша старчево бешњење и претње против онога ко одводи његове девојке у невоље. Док је напуштао собу, Поаро се неспретно спотакао о свог домаћина.
Поаро је сам позван на забаву у кућу госпође Ларкин где упознаје Шилину сестру Памелу. Хокер долази са Шилом тек што је дошао из лова и жели да напуни своју чутурицу. Шила је чула од једног од слугу да је Поаро посетио њеног оца претходног дана. Он јој говори о претњи због узимања дроге. Док је одлазио, чуо је Пам како шапуће Шили за чутурицу. Поаро је видео напуштену пљоску и налази је пуну белог праха.
Нешто касније код леди Кармајкл, Поаро говори Шили да је препозната са слике од стране полиције. Њено право име је Шила Кели. Четири девојке нису ћерке генерала Гранта који није генерал већ шеф ланца трговине дрогом, а четири младе жене за њега растурају дрогу. Он говори зачуђеном Мајклу да је „генерал“ претерао у свом чину јер од гихта обично пате веома стари мушкарци, а не средовечни очеви младих жена. Када се Поаро намерно саплео, ударио је у Грантово стопало оболело од „гихта“, али Грант то није приметио. Хокер није био растурач дроге, већ корисник. Пам и Шила су покушавале да му подметну по Грантовом наређењу чутурицом са кокаином.
Поаро убеђује Шилу да сведочи против Гранта и тиме разбије ланац. Тиме ће копирати кобиле из предања које су постале нормалне након што им је Херкул нахранио газду. Поаро говори посрамљеном Стодарту да ће Шила сигурно изгубити злочиначке склоности ако би се он бринуо о њој.

### Хиполитин појас
Александар Симпсон тражи од Поароа да помогне у потрази за Рубенсовом сликом која је украдена из галерије чији је власник. Скупини незапослених мушкараца плаћено је да изведу демонстрације у галерији за коју се, након што је полиција истражила, утврдило да је била одвраћање пажње како би се слика изрезала из оквира. Симпсон зна да се слика пребацује у Француску где ће је купити милионер сакупљач и жели да Поаро помогне јер мисли да ће бити бољи у обрачуну са бескрупулозним богаташем него што ће то бити полиција.
Поаро невољно пристаје да помогне. Далеко га више занима случај који Џап има у вези са Вини Кинг, петнаестогодишњом Енглескињом која је била у пратњи у Паризу као једна из скупине таквих девојака за нови термин у ексклузивној школи госпођице Поуп. На повратку из вагон-ресторана у возу, непосредно након што је кренуо из Амјена (последња станица пре Париза), Вини Кинг је отишла у тоалет и наизглед нестала. Тело није пронађено поред шина, а воз се није заустављао, само је успорио због сигнала. Међутим, Винин шешир је касније пронађен у близини шина. Поаро пита да ли су њене ципеле пронађене.
Нешто касније, Џап телефонира Поароу и каже му да је Вини пронађена око 24 км од Амјена. Она је омамљена, била је дрогирана по речима лекара који ју је прегледао и не може да се сети много тога након што је кренула из свог родног града Кранчестера. Она се не сећа ни сусрета са једном од запослених госпођице Поуп, госпођицом Буршо, у Лондону пре пута у Француску. Упркос томе што је девојчица пронађена, Поаро разговара са детективом инспектором Херном који се бавио случајем, али се није приближио решавању загонетке како је девојчица нестала. Једини други људи из воза су без сумње – две средовечне уседелице, два француска трговачка путника из Лиона, младић Џејмс Елиот и његова блистава жена и једна Американка о којој се врло мало зна. Он је потврдио да су Винине ципеле пронађене поред шина чиме је потврдио Поарову теорију.
Поаро одлази у Француску и посећује естаблишмент госпођице Попе у Нејиу. Невероватна директорка говори Поароу о предностима своје школе која је блиска музици и култури Париза. Он чује како су два пара париских полицајаца затражили да претресу Винин пртљаг, а ниједан изгледа није разговарала са оним другим и пронашли су само лоше насликану слику у уљу која приказује мост у Кранчестеру коју је Вини купила на поклон за госпођицу Поуп. Пред запрепашћеном женом, Поаро почиње да пере слику терпентином док јој говори да Вини није ни путовала у Француску.
Госпођица Буршо је у Лондону упознала девојку коју никада раније није видела, а која је потом потпуно променила свој изглед у тоалету у возу бацивши кроз прозор школски шешир и ципеле и претворивши се у блиставу жену Џејмса Елиота. У исто време, Поаро је скинуо Винину „ужасну” слику да би испод ње открио другу: Хиполитин појас, нестало Рубенсово ремек дело.
Лопови су слику прокријумчарили у пртљагу ученице у пратњи, знајући да тако нешто никада неће бити претресано на царини, а једна из скупине је тада бацила предмете којим се прерушила у обичну ученицу. Остали чланови багре прерушени у полицајце могли су касније да претраже пртљаг и изваде слику. Нису знали да ће госпођица Поуп, која је наваљивала да се кофери распакују по доласку, пронаћи "поклон" и одмах га узети. Док је Поаро одлазио, девојке су се скупиле око њега тражећи његов потпис који Поаро назива нападом Амазонки.

### Чопор Гериона
Поаро се поново срео са госпођицом Карнаби, сапутницом из приче "Немејски лав", коју хвали као једног од најуспешнијих злочинаца које је икада срео. Она је забринута јер стално размишља о незаконитим плановима за које је сигурна да би успели и плаши се да ће се претворити у окорелог злочинца. Она жели да добро искористи свој дар и помаже Поароу у борби против злочина на било који начин. Такође му је изнела могући случај у коме може да се докаже.
Она има пријатељицу, госпођу Емелин Клег, удовицу која се удобно налази. У својој усамљености, госпођа Клег је пронашла утеху у верској секти под називом „Стадо пастира“, са седиштем у склоништу у Девону. Њихов вођа, др. Андерсен, је згодан, харизматичан човек. Госпођа Клег је направила опоруку којом оставља сву своју имовину стаду. Госпођица Карнаби је посебно забринута јер зна за три жене у сличном стању које су све умрле у протеклој години. Истражила је и није пронашла ништа необично у смртима које су све биле природние и ниједна се није догодила у светилишту већ у домовима покојника. Поаро тражи од госпођице Карнаби да се убаци у секту. Она треба да се претвара да их презире, а затим да, кад буде у светилишту, буде убеђена да буде обраћена.
Поаро се посаветовао са Џапом. Детектив Скотланд Јарда сазнаје да је Андерсен немачки хемичар којег су нацисти избацили са тамошњег универзитета јер је имао мајку Јеврејку и да нема ништа сумњиво у вези са смрћу жена чија је имена навела госпођица Карнаби. Ипак, Поаро на Андерсена гледа као на чудовиште Гериона које је одлучан да уништи. Госпођица Карнаби се сместила у светилишту са госпођом Клег и придружила се фестивалу који се одржава ноћу – „Пуни раст пашњака“. На служби одбацује богослужење, али одједном осећа убод игле на руци. Скоро истог тренутка почиње да има осећај благостања и радости због чега је накратко спавала.
Поаро јој налаже да каже Андерсену да ће зарадити велику своту новца коју ће оставити стаду, да има проблема са плућима и да ће госпођа Клег ускоро наследити велику своту од тетке, више него што сад има. Поаро такође пита да ли је срела господина Кола у светилишту. Госпођица Карнаби каже да јесте и за њу је он веома чудан човек. Као да жели да докаже да је њена тврдња тачна, убрзо потом господин Кол обраћа се госпођици Карнаби и прича о својим чудним виђењима у којима су девице, Јехова, па чак и Один. Од даљих чудних прича спасава је долазак господина Липскомба, чувара имања у Девонширу.
Дан пре следеће службе, госпођица Карнаби се састаје са Поароом у месној чајници. Изгледа да није како треба и говори Поароу да је Андерсен велики човек и да не може да га изда. Затим је изјурила из радње и Поаро види да је човек натмуреног изгледа слушао њихов разговор. Следећа служба била је у току и госпођици Карнаби ће поново бити убризгана инекција када уђе господин Кол. Настаје гужва и полиција улази у просторију. Господин Кол је у ствари детектив инспектор Кол и хапси Андерсена.
Касније се странке саветују. Човек у чајџиници био је господин Липскомб и када га је госпођица Карнаби препознала, ставила је на себе чин оданости Андерсену. Поаро је то схватио када је човека пратио назад у ложу. Андерсенова хемијска позадина (иако вероватно није био јеврејски избеглица) била је корисна за припремање инекција хашиша за производњу екстазија код својих присталица као и за убризгавање важних бактерија када је желео да их убије и наследи њихова имања. Андерсен се спремао да госпођици Карнаби убризга бактерију туберкулозе да би се повезало са измишљеном болешћу о којој му је причала. У лабораторији у светилишту добијен је доказ када је полиција упала.

### Хесперидске јабуке
Поароа посећује Емери Пауер, богати сакупљач уметничких дела ирског порекла. Пре десет година купио је на аукцији златни пехар који је наводно за папу Александра VI направио Бенвенуто Челини којим је папа Борџија отровао своје жртве. Израда пехара је намотана змија која окружује дрво са јабукама представљеним смарагдима. Поароа је одмах почело то да занима на помен јабука. Пауер је платио своту једнаку тридесет хиљада фунти да би је купио на аукцији 1929. године, али у ноћи продаје пехар и други предмети су покрадени из куће продавца маркиза ди Сан Вератрина.
Полиција је тада била сигурна да је одговорна багра од три међународна лопова. Двојица мушкараца су ухваћена, а неки од покрадених предмета пронађени су, али пехар није био међу њима. Трећи мушкарац, провалник ирског порекла Патрик Кејси, умро је убрзо након тога када је пао са зграде у покушају другог злочина. Повер је потрошио десет година и много новца покушавајући да пронађе пехар, али безуспешно. Маркиз је понудио да му врати новац, али Пауер не жели да искористи ову понуду јер више не би био законити власник пехара ако би био пронађен. Сумњао је да је прави злочинац сер Рубен Розентал који је био против-понуђач на аукцији 1929. године, али су недавно постали пословни савезници и Пауер је сада уверен да је Розентал невин.
Поаро преузима истрагу и разговара са детективом који на случају инспектором Вагстафом о осумњиченима. Жена Патрика Кејсија, строга католкиња, је мртва. Његова ћерка је монахиња у самостану, а његов син, који се уметнуо свог оца, је у затвору у Сједињеним Државама. Много је трагова повезаних са багром која се простире широм света и Поаро покреће своја истраживања.
Три месеца касније, Поаро одлази да посети самостан у који је ушла Кејсијева ћерка у удаљеном делу западне обале Ирске. Он открива да је она умрла два месеца раније. Поаро упознаје једног мештанина који му помаже да провали у манастир где добија пехар. Он га враћа Пауеру и говори му да су га монахиње користиле као путир. Кејсијева ћерка га је вероватно однела тамо да би се искупила за грехе свог оца, а калуђерице нису знале за његово власништво и древну повест. Поаро је закључио да ће бити у самостану јер није било трага да је неко имао пехар након што је украден. Дакле, то је било негде где „обичне материјалне вредности нису важиле”. Помињање Кејсијеве ћерке као монахиње је дало очигледно место.
Поаро показује Пауеру како је током ренесансе папа користио скривени механизам у пехару да стави отров у пиће жртве. Поаро указује да поседовање предмета са тако лошом прошлошћу неће бити добро. Ако се врати самостану, калуђерице ће служити богослужење за Пауерову душу. Он Пауера подсећа на његово дечаштво у западној Ирској. Пауер се сложио. Добио је оно што је желео, а то је да поседује пехар. Поаро враћа пехар у самостан као поклон човека који је толико несрећан да не зна да је несрећан.

### Керберово заточеништво
Поаро напушта лондонски метро на Пикадилиском циркусу, а на покретним степеницама прошао је поред старе познанице грофице Вере Росаков која је ишла у супротном смеру. Она је навалила да се састану и када је замољена да предложи место, одговирла му је "У паклу...!" Поаро је збуњен, али непоколебљива госпођица Лемон га хладно обавештава да је то назив новог ноћног клуба у Лондону и резервисала му је сто за ту ноћ.
Клуб се налази у подруму и уређен је у стиловима пакла који представљају различите културе. Чак има и великог црног пса опаког изгледа на улазу који се зове Кербер. Росакова га упознаје са професором Лискардом који ју је саветовао у вези са одликовањем (иако се стиди сјајних резултата), и са др. Алис Канингем, практичарком психологије која је верена за Росаковиног сина који тренутно ради у Америци.
Алис и Поаро се не слажу. Хладно је занимају злочиначке склоности и Росаковина клептоманија је занимљива, али на Поароову жалост, изгледа да је уопште не занима легендарни детектив. Његово преиспитивање њеног начина облачења са тешким капутом и сукњом са џеповима уместо женственијег стила одевања не иде на руку. Међутим, Алис сматра особу по имену Пол Вареско очаравајућом. Он је згодан гуштер са веома сумњивим угледом и она проводи време плешући са њим и непрестано га испитујући о догађајима из његовог детињства који су могли да допринесу његовој личности. Поаро препознаје младог детектива Скотланд Јарда у гомили у смокингу и осећа да се нешто дешава.
Видевши Џапа сутрадан, Поароове сумње су потврђене. Клуб је под надзором полиције јер га доводе у везу са ланцом трговине дрогом. Не могу да уђу у траг особи која је уложила новац за куповину клуба, али знају да се дрога плаћа накитом. Богате даме мењају своје драгуље за лажне драгуље и дрогу, а касније поричу да су знале за замену када су звале полицију и своја осигуравајућа друштва. Скотланд Јард је пратио рад на драгуљима до друштва "Голконда", а одатле до Пола Вареска. Под маском да је покупила траженог убицу, полиција је извршила рацију у клубу, али није успела да открије ни да ли су драгуљи ни да ли је дрога скривена у клубу или било код кога тамо, поготово код Вареска.
Поаро пита Росакову о правом власнику клуба. Она пориче да је неко други власник, али је ужаснута што јој је речено о вези са дрогом. Џап говори Поароу о још једном плану да упадне у клуб и Поаро се сам договара. У ноћи рације, Поаро поставља малог човека, извесног Хигса, испред клуба.
Јутро након рације, Џап телефонира Поароу да му каже да су пронашли драгуље у џепу професора Лискарда, али да му је смештено. Међутим, није пронађена никаква дрога тако да ју је неко уклонио из клуба. Поаро каже зачуђеном Џапу да је он одговоран, а затим спушта слушалицу.
Росакова стиже у Поароов стан. Она радосно признаје Поароу да је драгуље ставила у професоров џеп јер их је нашла у својој торби када је рација почела па је морала да их збрине што је пре могла. Подметнуо јој их је Вареско и она признаје да је он прави власник локала. Поаро је води у суседну собу где чекају Хигс и Кербер. Хигс може да се носи са било којим псом и извео је иначе жестоку животињу током рације.
Поаро тражи од Росакове да нареди послушном псу да испусти оно што држи у устима и он је то и урадио. Мала затворена кесица кокаина пада на земљу. Потресена Росакова гласно изјављује своју невиност, а Поаро каже да јој верује – прави злочинац је Алис која је у савезу са Вераском. Дрогу је носила у великим џеповима сукње и бацала је у џепове својих муштерија на плесном подију. Када је дошло до рације и када су се светла привремено угасила, Поаро је чекао код Кербера и чуо је како ставља кесицу у уста псу – а Поаро је искористио прилику да одсече узорак тканине са њеног рукава као доказ.

## Књижевни значај и пријем
Морис Ричардсон је у издању часописа Посматрач од 5. октобра 1947. кратко написао:

Краљица злочина покушава тешку, ненаграђивану форму спринта. Херкулови задаци се састоје од дванаест Поароових задатака уредно конструисаних, али неизбежно немају лажне трагове због којих наши крвни судови пулсирају на целој удаљености. Али да ли ће Агата Кристи дозволити малом јајоглавом егоманијаку да изврши своју страшну претњу пензионисањем?

Неименовани рецензент је за часописа Дневна звезда Торонта 6. децембра 1947. написао:

Херкул Поаро... овде опонаша свог олимпијског имењака, Херкула... Док се старац ухватио у коштац са 12 класичних задатака... тако је госпођа Кристи олабавила свог отменог трагача на 12 савремерних парњака у линији откривања загонетке. Тежак задатак, уредно обављен.

Роберт Барнард је у тексту под називом Дар за обману: Цењена Агата Кристи написао:

Вероватно најбоља појединачна збирка кратких прича јер је разноврснија по проблемима и лакша у додиру него иначе. Много трикова из њених романа, а туђих је веома вешто користила. Али помињање пехара који је Челини направио за Александра VI (пре навршене треће године?) је добар пример Кристиног шамарања и готово да представља филистерство или презир према својој публици.

## Екранизација
Херкулови задаци су екранизовани према сценарију Гаја Ендруса са Дејвидом Сачетом као Поароом као епизода последњег циклуса серије Поаро. Екранизација је укомбиновала приче „Керинејска кошута“, „Еримантски вепар“, „Стимфалске птице“, „Хиполитин појас“ и „Керберово заточеништво“ у једну загонетку при чему је „Вепар“ био централна. Прилично верно су укључене радње „Кошуте“ и „Птица“ док су присутни само делови из осталих. "Наслеђе Лемежерерових", једина кратка прича о Поароу која није екранизована, такође је поменута у екранизацији. Премијерно је приказана на ИТВ 6. новембра 2013. године, а затим на веб страници Ацорн ТВ 18. августа 2014. године.
За разлику од романа, насловне Херкулове задатке Поаро не преузима као случајеве већ се односе на низ слика које је украо Мараско, главни негативац. Наслов је такође симболичан за Поароов пут ка искупљењу након што је његов план да ухвати Мараска довео до бесмисленог убиства невине девојке Лусинде Лемежерер. Најзначајније одступање од изворног материјала је промена Мараскоовог идентитета, једини пут када је идентитет убице промењен у целој серији. У књизи је Густав Мараско, а у екранизацији Алис Канингем (која није Росаковој снаја, него ћерка), при чему је Густав њен саучесник као и др. Лац.
Екранизација означила друго и последње појављивање грофице Вере Росаков у серији коју у овој епизоди игра Орла Брејди. Претходно појављивање било је 1991. године у епизоди "Двоструки траг" где је Кика Маркам тумачила улогу.
Снимање ове епизоде је рађено у априлу и мају 2013. године, а режирао ју је Енди Вилсон који је такође режирао Смрт на Нилу и Ко талас ухвати. Вилсон је ову екранизацију описао као „путовање обнове и искупљења за Поароа“.
Место радње у овој екранизацији, швајцарски хотел под називом "Хотел Олимпос", снимљен је у вили "Халтон" у Ејлсбурију, међутим, спаваће собе су изграђене у студију "Пајнвуд".